# Єсте (Альбасете)
Єсте (ісп. Yeste) — муніципалітет в Іспанії, у складі автономної спільноти Кастилія-Ла-Манча, у провінції Альбасете. Населення — 3331 особа (2010).
Муніципалітет розташований на відстані близько 260 км на південний схід від Мадрида, 80 км на південний захід від Альбасете.
На території муніципалітету розташовані такі населені пункти: (дані про населення за 2010 рік)
- Алькантарілья: 119 осіб
- Аргельїте: 117 осіб
- Фуентес: 154 особи
- Гонтар: 100 осіб
- Грая: 196 осіб
- Хартос: 116 осіб
- Моропече: 245 осіб
- Паулес: 18 осіб
- Рала: 96 осіб
- Распілья: 41 особа
- Сехе: 147 осіб
- Тіндавар: 105 осіб
- Тус: 327 осіб
- Єсте: 1550 осіб

## Демографія
Динаміка населення (INE ):

## Галерея зображень

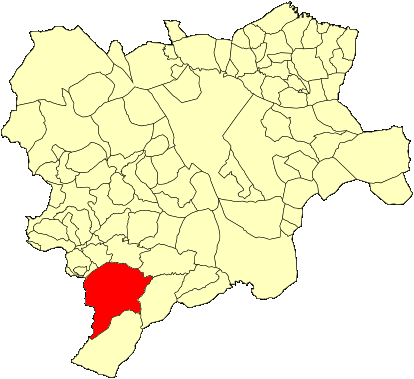
Розташування муніципалітету у провінції Альбасете
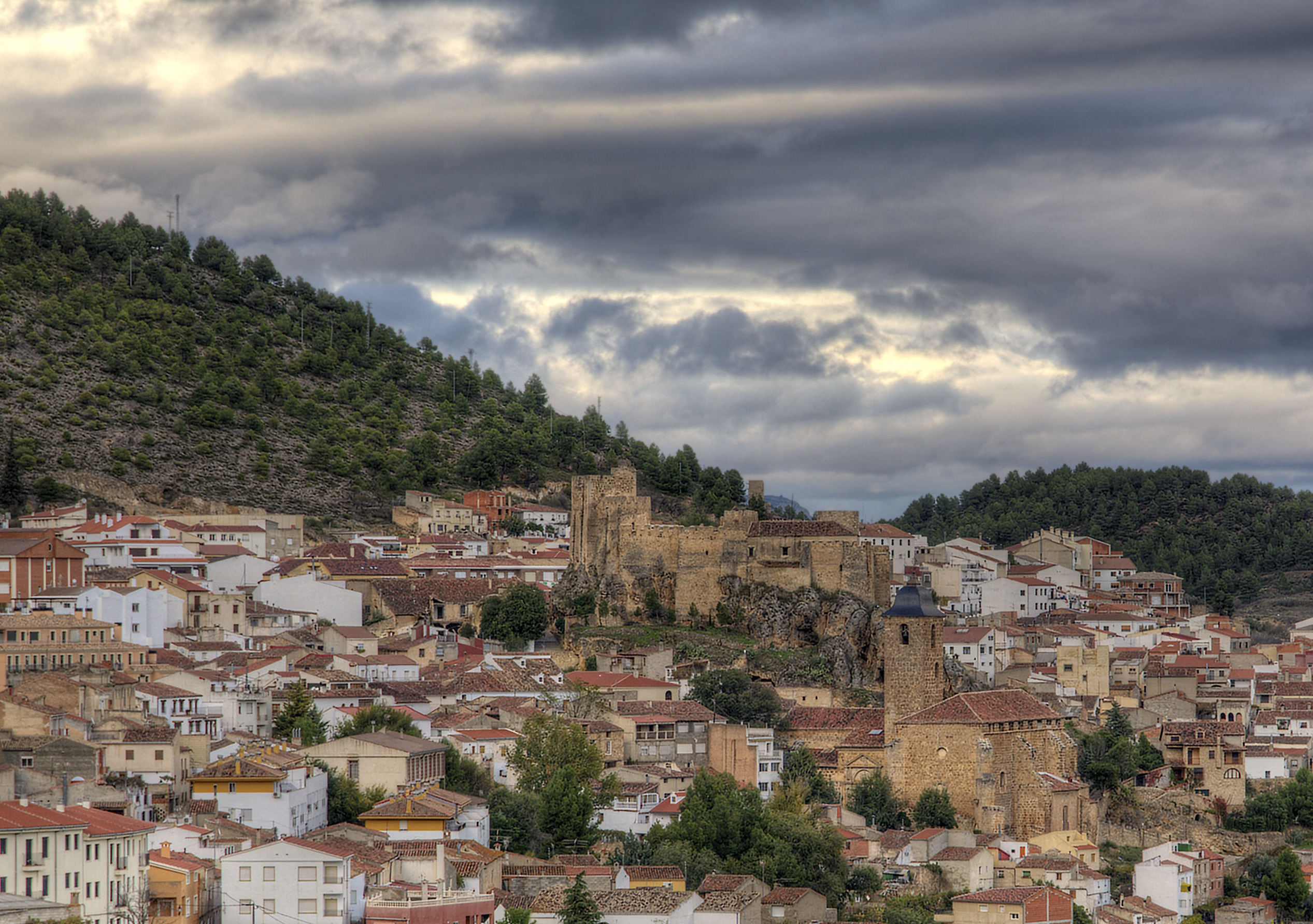
Єсте
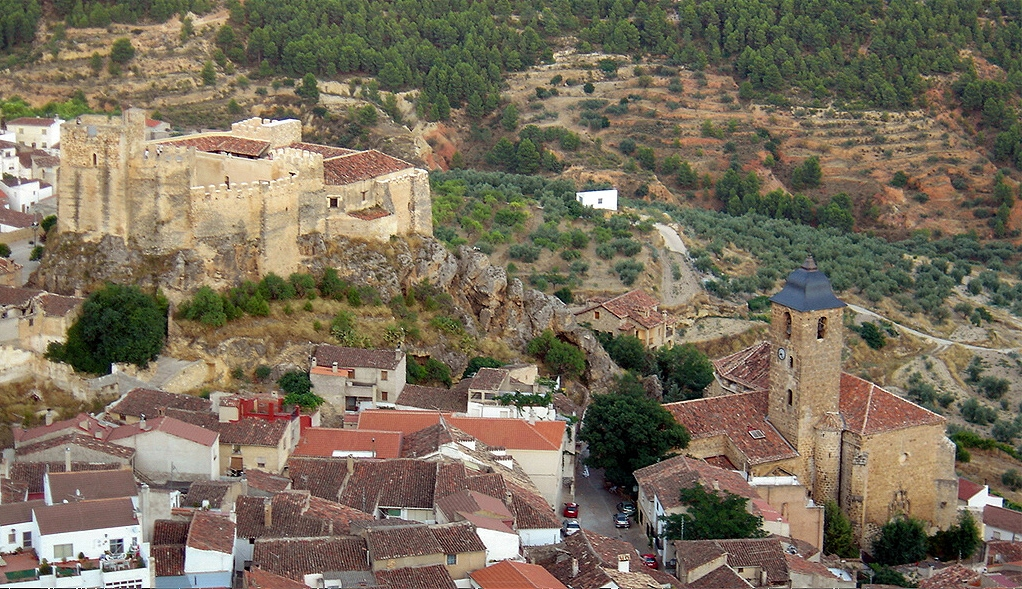
Єсте